# ホルヘ・カンポス
ホルヘ・カンポス（Jorge Campos Navarrete, 1966年10月15日 - ）は、メキシコ、ゲレーロ州アカプルコ出身の元サッカー選手、サッカー指導者。ポジションはゴールキーパー、フォワード。

## 経歴
公称身長は175cmだが、168cm説、165cm説もある（本人は多くのインタビューで175cmと強調）。小柄だが高い身体能力でゴールキーパーとしてメキシコ代表でも活躍し、ワールドカップにも1994年アメリカ大会と1998年フランス大会にレギュラーとして出場。決勝トーナメント進出に貢献した。 
また、フォワードでも試合出場経験があり、UNAM時代には、キーパーと兼任しながらチーム最多となる14得点を挙げたこともある。
1996年6月16日。サッカー選手としては前代未聞のダブルヘッダーをやってのける。メキシコ代表としてUS杯に出場したカンポスは、30分後にはロサンゼルス・ギャラクシーの一員として試合に出場。しかも後半25分からはFWとして出場した。
自らデザインしたカラフルなユニフォームがトレードマークであった。しかし、1998年フランス大会において自分がデザインしたユニフォームの着用が認められず、フィールドプレイヤーと同じユニフォームで大会に臨んだこともあった。
2004年に現役を引退して、ウーゴ・サンチェスの下でメキシコ代表のコーチを務めたこともあった。また、メキシコ国内ではサンドイッチチェーン「SPORTORTAS」を経営している。メニュー名はペレ、マラドーナ、ジョーダンなどスポーツ選手の名前がつけられている。
2014年、ブラジルワールドカップ現地解説を務める。

## 代表歴

### 出場大会
- メキシコ代表
  - 1994 FIFAワールドカップ
  - 1998 FIFAワールドカップ
  - 2002 FIFAワールドカップ

### 試合数
- 国際Aマッチ 130試合 0得点（1991年-2003年）[2][1]

| メキシコ代表 | 国際Aマッチ | 国際Aマッチ |
| 年           | 出場        | 得点        |
| ------------ | ----------- | ----------- |
| 1991         | 3           | 0           |
| 1992         | 15          | 0           |
| 1993         | 29          | 0           |
| 1994         | 11          | 0           |
| 1995         | 13          | 0           |
| 1996         | 14          | 0           |
| 1997         | 3           | 0           |
| 1998         | 9           | 0           |
| 1999         | 15          | 0           |
| 2000         | 11          | 0           |
| 2001         | 4           | 0           |
| 2002         | 2           | 0           |
| 2003         | 1           | 0           |
| 通算         | 130         | 0           |